# Akt I
Akt I – pierwszy album zespołu Zabili mi żółwia w 2001 roku.

## Lista utworów
1. "Starzec"
2. "Nie ma miejsca tutaj dla nas"
3. "W obronie Ziemi"
4. "Jaracz"
5. "Być człowiekiem"
6. "Nałogi"
7. "Kwiatek"
8. "Dzień wagarowicza"
9. "SKA-kanka"
10. "Taka sama krew"
11. "Serce ogrodu"
12. "Gniew"
13. "Ideologie"
14. "Dezerter"
15. "Tolerancja"

## Twórcy
- Jakub Wieczorek - gitara
- Michał Wojnar - śpiew
- Wojciech Homa - akordeon
- Przemek Danel - perkusja
- Dominik Barnaś - gitara basowa